# Hinterzarten
Hinterzarten är en kommun, turist- och kurort i Landkreis Breisgau-Hochschwarzwald i regionen Südlicher Oberrhein i Regierungsbezirk Freiburg i förbundslandet Baden-Württemberg i sydvästra Tyskland. Den ligger i bergsområdet Schwarzwald och sägs ha inspirerat till Bröderna Grimms sagor.
Byn är idag mest känd för ett stort utbud av sportaktiviteter såsom backhoppning i Adler-Skistadion, terrängcykling och vandring.

## Kända ortsbor
Följande personer är födda i Hinterzarten:
- Bobby Todd, född Hans Karl Rohrer, 1904–1980, skådespelare och regissör
- Georg Thoma, född 1937, vintersportare, OS-guldmedaljör i nordisk kombination 1960 och hedersmedborgare
- Wolfgang Steiert, född 1964, backhoppare och tränare
- Gundolf Thoma, född 1965, skidåkare
- Dieter Thoma, född 1969, backhoppare